# ナルボンヌ包囲戦
ナルボンヌ包囲戦 （オック語: Setge d'Arbuna）は、752年から759年にかけて、ピピン3世率いるフランク王国軍が、ウマイヤ朝残存政権のアンダルス政権が支配しガロ・ローマ人や西ゴート人が住むナルボンヌ（現フランス南部）を攻略した戦い。ナルボンヌはガリアに侵攻したイスラーム勢力の最後の砦であり、ここにこもるゴート人やガロ・ローマ人の貴族たちはフランク人に従うことを拒んでいた。すでに中東では包囲戦開始前の750年にアッバース革命の勃発でウマイヤ朝が滅亡しており、ユースフ・イブン・アブド・アッラフマーンの統治するアンダルスは独立政権と化していた。

## フランク軍の接近
751年、フランク王国宮宰だったピピン3世は、教皇ザカリアスの支持の下でメロヴィング朝の王キルデリク3世を追い落として自ら王位につき、全く自由にフランク王国の勢力を一方面に注ぎ込むことができるようになった。その対象となったのが、サラセン人からのプロヴァンスとセプティマニアの奪還であった。彼の父カール・マルテルは以前この地域の征服を試みたが、ゴート人貴族の支持を得られず失敗していた。しかし今回は、ゴート人の伯アンセムンドに率いられてニーム、アグド、ベジールといった諸市がフランク王国方についた。またモーギオもフランク軍に降伏した。しかしナルボンヌを統治していた伯ミロは、街に駐屯していた強力なアンダルス部隊に牽制され、アンダルス政権側としてピピン3世と戦うことになった。

## 包囲戦の開始
752年、フランク王ピピン3世はナルボンヌを包囲した。彼の予測は楽観的であり、短期間で街は陥落するとみていた。しかし包囲戦は長期化し、754年には同盟者アンセムンドがライバルのゴート人派閥によって殺される事件が起き、攻囲軍は大きな打撃を受けた。これをうけてニームでは反フランクのゴート人が反乱を起こしたが、ピピン3世はこれを迅速に制圧し、アンセムンドの後継にフランク人の長官を置いた。ピピン3世と敵対していたアクィタニア公ワイファリは、バスク人の部隊を率いてフランク軍の後方を脅かした。またフランク王国にはナルボンヌを海上封鎖できるような海軍が無く、アンダルスから来た補給船が自由にナルボンヌ市内に入ることができたため、ナルボンヌ守備隊は極めて長期間にわたり包囲戦を耐えることができた。

## ナルボンヌ降伏
しかしアンダルスの情勢が不安定になるにつれ、ナルボンヌ市はアンダルスからの補給を受けられなくなっていた。756年、イベリア半島の支配者ユースフ・イブン・アブド・アッラフマーンはサラゴサで発生した反乱を鎮圧し、すぐさま南方から侵攻してきたベルベル軍への対応に向かったが、ムサラの戦いで敗れまもなく殺害された。政権を奪い後ウマイヤ朝を建てたアブド・アッラフマーン1世は北西イベリアやセプティマニアの情勢への対処を後回しにしたため、この地域は事実上指導者・支援者を失う形となった。759年、ナルボンヌ守備隊（ムスリム・非ムスリムの混合）は、アンダルス部隊を粛清した後に城門を開き、フランク軍に降伏した。これは直前にピピン3世がゴート人の法や自治の容認を約束し、セプティマニアのゴート人貴族が彼への忠誠に傾いたことを受けてのものであった。

## その後
ナルボンヌ陥落後、40年にわたりセプティマニアを支配してきたサラセン人（アラブ人・ベルベル人）はイベリア半島に撤退した。ピピン3世は、包囲戦開始の5年前にナルボンヌを逃れトロッス（オード県）に退いていたミローというゴート人に街を任せた。セプティマニアを平定したことで、フランク王国の矛先は唯一残った反抗勢力であるアクィタニアのワイファリに移った。包囲戦後ルシヨンを押さえたピピン3世はトゥールーズ、ルエルグ、アルビを攻撃し、ワイファリとの正面対決に向かった。